# Fissarena barlee
Fissarena barlee là một loài nhện trong họ Trochanteriidae. Loài này phân bố ở Tây Úc.